# Partit Minoritari
Partit Minoritari (danès Minoritetspartiet) fou un partit polític danès fundat el 2000 per diversos grups minoritaris dirigits per Rune Engelbreht Larsen, director de la revista dissident d'esquerres Faklen (Torxa) i cap del partit a les eleccions legislatives daneses de 2005, en les quals atacà la política antiimmigratòria dels altres partits i titllà de racista al cap del Partit Popular Danès. Només va obtenir el 0,3% i cap escó. A les eleccions legislatives daneses de 2007 no va obtenir representació i a final d'any es va dissoldre.
Era un partit d'ideologia humanista que rebutja tant el liberalisme com el socialisme (per totalitari i per concepte obsolet de classe treballadora) alhora, reclama justícia social i dret a ser diferent, així com més ajuda als marginats i emigrants.

## Resultats electorals
| Any  | Vots  | %    | Escons  | +/- |
| ---- | ----- | ---- | ------- | --- |
| 2005 | 8,850 | 0.26 | 0 / 179 | Nou |